# Obserwancja
Obserwancja (łac. observantia - zachowanie, przestrzeganie) −  ściślejszy sposób zachowania, przestrzegany przez członków danego zgromadzenia zakonnego w Kościele Katolickim.
Zachowanie reguły i przestrzeganie zobowiązań wynikających z posłuszeństwa w obrębie wspólnoty zakonnej np. post, praca, milczenie, klauzura, noszenie habitu, ubóstwo. W tym znaczeniu używali tego terminu już ojcowie życia zakonnego jak Rufin z Akwilei czy Jan Kasjan. W historii zakonów całe rodziny zakonne były określane jako obserwanckie, na przykład franciszkanie OFM, w odróżnieniu od nieprzestrzegających obserwancji franciszkanów konwentualnych OFMConv.